# Hermann von Boyen
Pour les articles homonymes, voir von Boyen.
Leopold Ludwig Hermann von Boyen (né le 20 juin 1771 à Kreuzburg (de) (province de Prusse-Orientale), mort le 15 février 1848 à Berlin) est un général qui contribue à réformer l'armée prussienne au début du XIXe siècle. Il est également ministre de la Guerre du 1er mars 1841 au 6 octobre 1847.

## Carrière militaire
Boyen est issu d'une famille de la petite noblesse prussienne. Ses parents étaient le lieutenant-colonel et commandant de régiment Johann Friedrich von Boyen (1720-1777) et son épouse Hedwig Sophie, née von Holtzendorff (1735-1778) de la maison Gerlauken. Après la mort prématurée de ses parents Boyen rejoint l'armée en 1784. En avril 1784, il s'engage comme caporal dans le 2e régiment d'infanterie "von Anhalt" de l'armée prussienne. Après sa nomination au grade de porte-étendard, il est transféré en décembre 1786 dans le 14e régiment d'infanterie "von Wildau" et est promu au grade de sous-lieutenant à l'académie militaire de Königsberg, où il participe à certaines des conférences d'Emmanuel Kant.
De 1794 à 1796, il prend part à la campagne de Pologne comme adjudant du général von Günther (de). En 1799, il devient capitaine. Il sert dans la guerre de 1806 dans l'état-major du duc de Brunswick, et est blessé à la bataille d'Auerstaedt, le 14 octobre 1806. Après le traité de Tilsit (en juillet 1807), il est membre  de la commission de réorganisation militaire, dirigée par le général Gerhard von Scharnhorst. 
En 1810, Boyen devient directeur du Département général de la guerre, mais après la conclusion de l'alliance entre la Prusse et la France en 1812, il démissionne de la commission avec le grade de colonel et visite Vienne et Saint-Pétersbourg. Les événements de 1813 le rappellent au service de la Prusse et il accompagne l'armée russe à partir de sa base de Kalisz en Saxe. Après la bataille de Lützen (2 mai 1813) il est garde-frontières et s'occupe de la défense de Berlin. Mais au cours de la trêve le roi Frédéric-Guillaume III le nomme chef d'état-major du 3e corps d'armée. À ce titre, Boyen participe aux batailles et escarmouches de 1813 et 1814 et obtient le grade de major-général.

## Ministre de la Guerre
Après le traité de Paris, (le 30 mai 1814) Boyen occupe les fonctions de ministre de la Guerre. Il complète la mise en place de la Landwehr (armée de réserve) et en 1818 est nommé lieutenant-général. Il lutte en vain contre la montée des forces réactionnaires qui mettent en danger la large base populaire de la Landwehr et démissionne en 1819.
Pendant 21 ans Boyen profite de sa retraite qu'il occupe à faire des études historiques, jusqu'à ce que Frédéric-Guillaume IV, immédiatement après son accession au trône, le rappelle au service actif, et le nomme général d'infanterie. En mars 1841, il est de nouveau ministre de la Guerre, mais n'a pas beaucoup d'influence dans la situation générale. Il  démissionne en novembre 1847 avec le rang de maréchal, et meurt le 15 février 1848. En sa mémoire, le roi donne son nom à la forteresse de Lötzen en province de Prusse-Orientale (actuellement Giżycko en Pologne).

## Famille

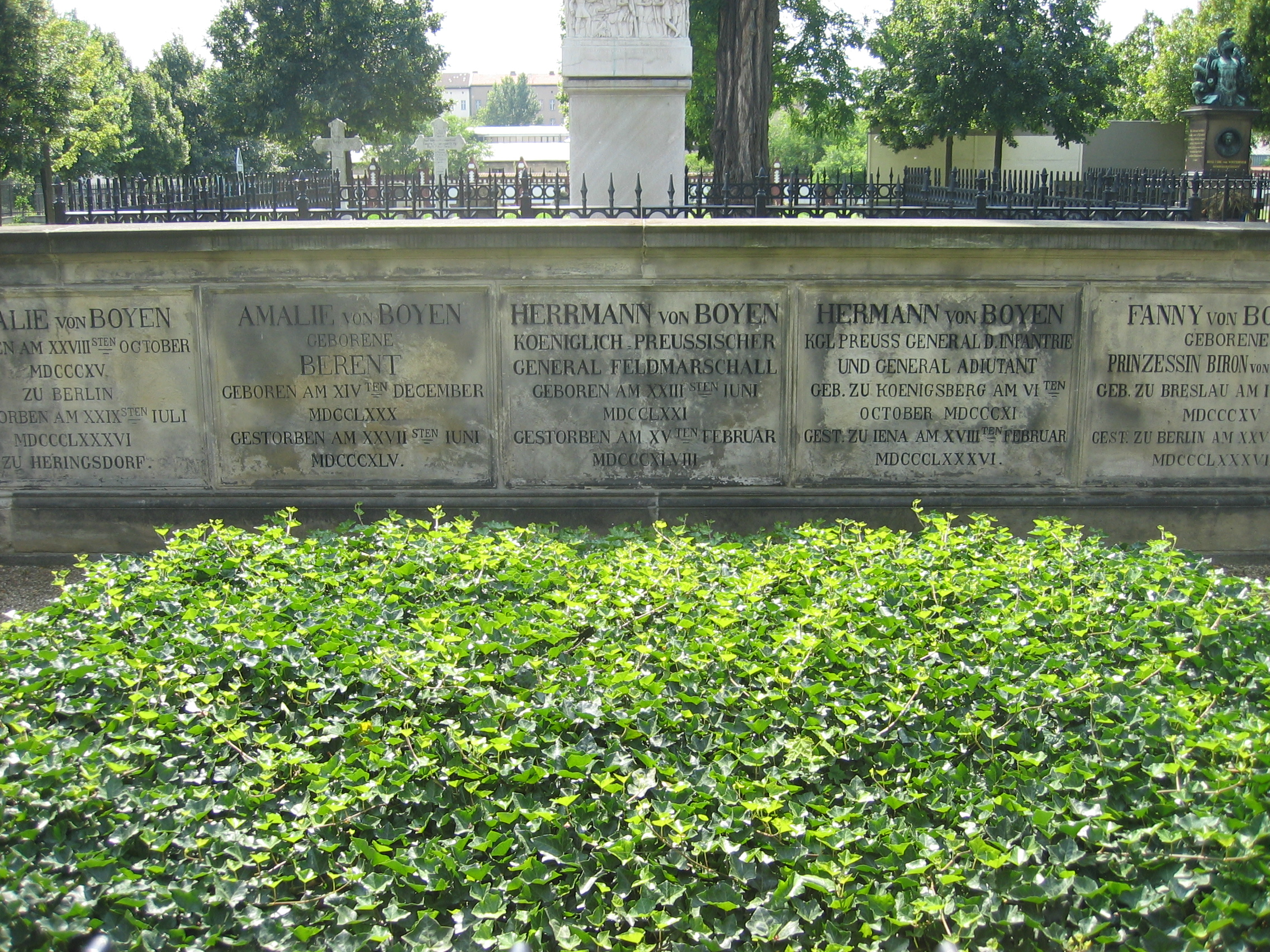
Sépulture de la famille von Boyen au cimetière des Invalides à Berlin

Boyen a un fils Leopold Hermann von Boyen (1811-1886) qui est lui-même adjudant-général du roi. Il épouse la princesse Franziska Biron von Curland, fille du général Gustav Kalixt von Biron et de son épouse Franziska, née comtesse von Maltzahn. Il est nommé gouverneur de Mayence en 1871.
Son oncle Ernst Johann Sigismund von Boyen (de) (1726-1806) est général de cavalerie et chevalier de l'Ordre de l'Aigle noir.